# ピエール・ジョックス
ピエール・ジョックス（フランス語：Pierre Joxe、1934年11月28日 - ）は、フランスの政治家。2001年3月12日から2010年3月12日まで憲法評議会議員を務めていた。

## 経歴
1934年11月28日にパリに誕生する。父のルイは外交官からシャルル・ド・ゴール政権で教育大臣・司法大臣などを務め、母は評論家ダニエル・アレヴィの娘だった。ジョックスは1971年、フランソワ・ミッテランとともに社会党の創設に関わり、1973年から1984年、間を置いて1986年から1988年の間、ソーヌ＝エ＝ロワール県から国民議会議員に選出された。またこの間、ブルゴーニュ地域圏議会議長、社会党国会議員団長などを歴任した。
ミッテランが大統領に当選すると、その政権で内務大臣や国防大臣を務めた。